# Galium bermudense
Galium bermudense är en måreväxtart som beskrevs av Carl von Linné. Galium bermudense ingår i släktet måror, och familjen måreväxter. Inga underarter finns listade i Catalogue of Life.